# Hyperaspis dobzhanskyi
Hyperaspis dobzhanskyi är en skalbaggsart som beskrevs av Gordon 1985. Hyperaspis dobzhanskyi ingår i släktet Hyperaspis och familjen nyckelpigor. Inga underarter finns listade i Catalogue of Life.